# Profesionalen Futbolen Klub Ludogorec 1945 2023-2024
Questa voce raccoglie le informazioni riguardanti il Profesionalen Futbolen Klub Ludogorec 1945 nelle competizioni ufficiali della stagione 2023-2024.

## Rosa
| N. |                        | Ruolo | Calciatore       |
| -- | ---------------------- | ----- | ---------------- |
| 1  | Paesi Bassi (bandiera) | P     | Sergio Padt      |
| 3  | Bulgaria (bandiera)    | D     | Anton Nedjalkov  |
| 4  | Brasile (bandiera)     | D     | Dinis Almeida    |
| 5  | Bulgaria (bandiera)    | D     | Georgi Terziev   |
| 6  | Polonia (bandiera)     | C     | Jakub Piotrowski |
| 7  | Brasile (bandiera)     | A     | Rick             |
| 8  | Portogallo (bandiera)  | C     | Claude Gonçalves |
| 9  | Svizzera (bandiera)    | A     | Kwadwo Duah      |
| 10 | Argentina (bandiera)   | A     | Matías Tissera   |
| 12 | Croazia (bandiera)     | P     | Simon Sluga      |
| 14 | Israele (bandiera)     | D     | Danny Gruper     |
| 16 | Norvegia (bandiera)    | D     | Aslak Fonn Witry |
| 17 | Spagna (bandiera)      | D     | Son              |

| N. |                     | Ruolo | Calciatore          |
| -- | ------------------- | ----- | ------------------- |
| 18 | Bulgaria (bandiera) | C     | Ivajlo Čočev        |
| 21 | Slovenia (bandiera) | A     | Raí Nascimento      |
| 24 | Benin (bandiera)    | D     | Olivier Verdon      |
| 26 | Gambia (bandiera)   | D     | Noah Sonko Sundberg |
| 30 | Brasile (bandiera)  | C     | Pedro Naressi       |
| 37 | Ghana (bandiera)    | C     | Bernard Tekpetey    |
| 44 | Germania (bandiera) | D     | Marcel Heister      |
| 67 | Bulgaria (bandiera) | P     | Damyan Hristov      |
| 77 | Brasile (bandiera)  | A     | Caio Vidal          |
| 82 | Bulgaria (bandiera) | C     | Ivan Jordanov       |
| 88 | Bulgaria (bandiera) | C     | Todor Nedelev       |
| 90 | Bulgaria (bandiera) | A     | Spas Delev          |
| 99 | Brasile (bandiera)  | A     | Rwan                |